# Morchella rotunda
Morchella rotunda (Christian Hendrik Persoon, 1801 ex Émile Boudier, 1907) este o specie de ciuperci comestibile saprofită foarte delicată din încrengătura Ascomycota, în familia Morchellaceae și de genul Morchella. Ea este denumită în popor zbârciog rotund. În România, Basarabia și Bucovina de Nord crește în grupuri,  mai rar solitar, la marginea de drum sub tufișuri, în păduri de foioase, prin zăvoaie, parcuri, aproape numai pe lângă frasini, preferând soluri calcaroase și argiloase. Timpul apariției de la mijlocul lui aprilie până în mai (iunie) este ceva mai târziu în relație cu cel a altor zbârciogi.

## Taxonomie

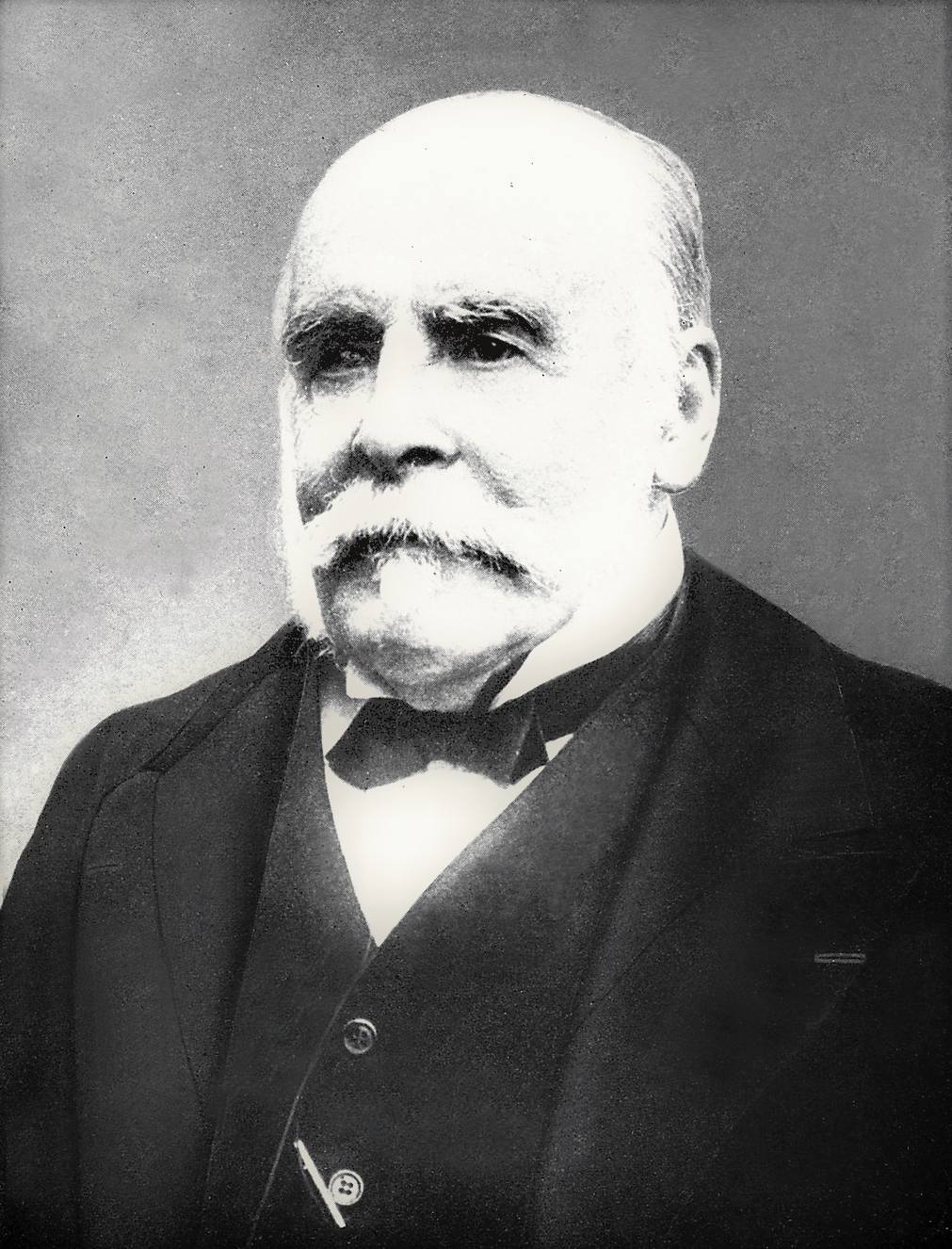
Émile Boudier

În anul 1801, marele savant suedez Christian Hendrik Persoon a diferențiat taxonul Phallus esculentus, dat de renumitul Carl von Linné  în 1753,  în volumul 1 al operei sale Synopsis methodica Fungorum, văzând în această ciupercă o variație.
În anul 1907, micologul francez Émile Boudier a declarat-o specie proprie în lucrarea sa Histoire et Classification des Discomycètes d'Europe, bazându-se printre altele pe diferența în aspectul exterior și cel al sporilor (culoare, formă, mărime).
Deci mulți micologi văd momentan în această specia numai o variație a soiului Morchella esculenta, se ține și clasificarea lui Boudier. Astfel soiul rămâne conform taxonomiei franceze o specie de sine stătătoare. Dar și în Italia precum în România este catalogat sub numele particular.
Ciuperca a fost de asemenea descrisă chiar sub numele Morchella rotunda var. esculenta de micologii francezi Émile Jacquetant și Marcel Bon în 1985.

## Descriere

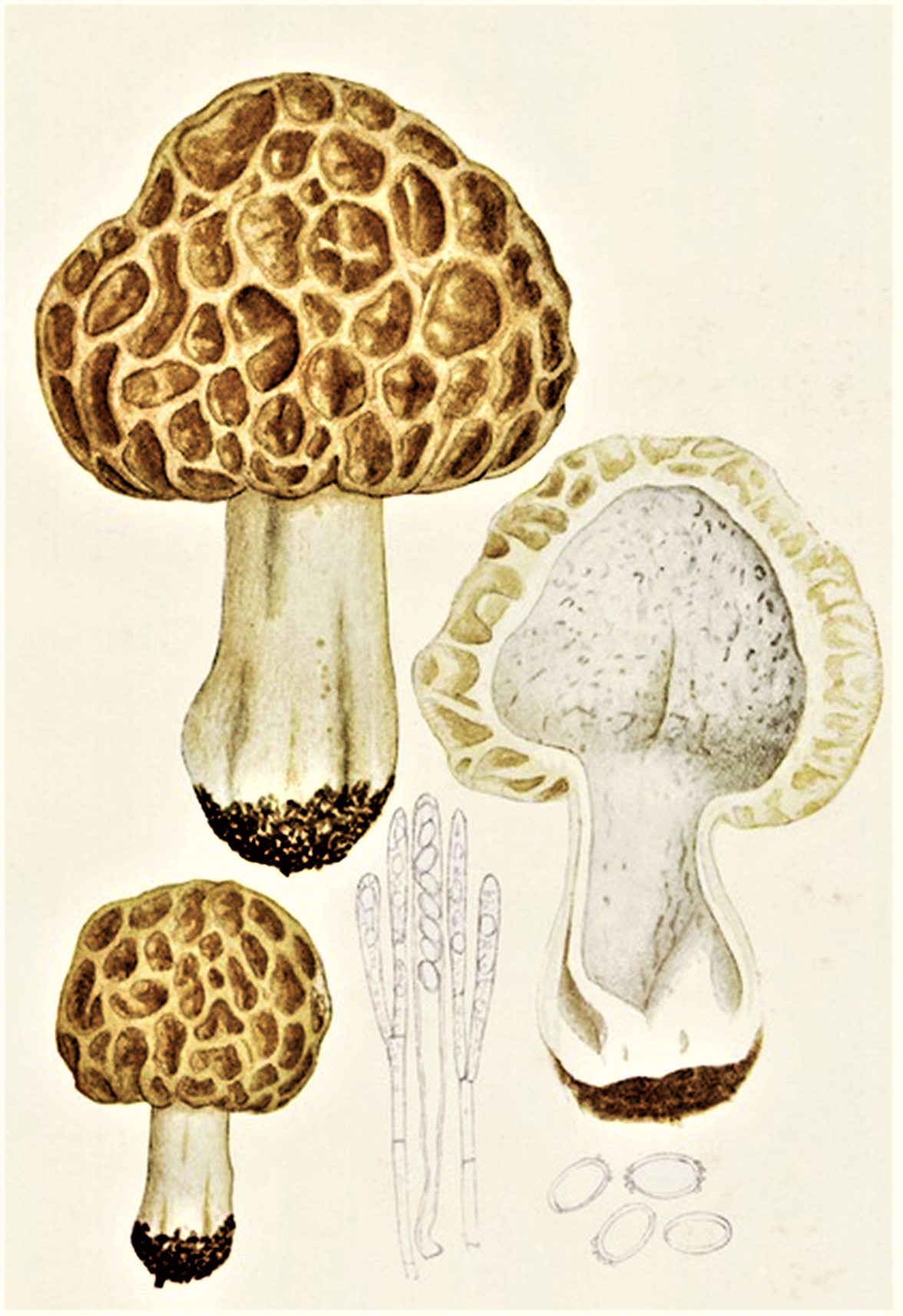
Bres.: Morchella rotunda

Sub numele românesc de „zbârciog” se tratează aproape mereu patru mari genuri de ciuperci: Gyromitra, Helvella, Morchella și Verpa. Între primele două se găsesc specii otrăvitoare pe când cele două din urmă sunt comestibile. Cu toate că cele patru genuri sunt goale pe interior, ele pot fi deosebite destul de ușor: Morchella și Verpa sunt unicamerale, pe când Gyromitra și Helvella sunt multicamerale, prezentând o încrengătură de goluri în interiorul lor.
- Corpul fructifer: are un diametru de 4-10 (15) cm, este de formă rotundă sau slab ovoidală, cu suprafața zbârcită și perforată de alveole destul de mari, în formă de faguri, rânduite neregulat, separate prin creste ondulate și repede gol în interior, prezentând numai o singură cavitate. Pereții interiorului sunt granulați. Marginea este separată de picior printr-o brazdă. Coloritul este mereu gri-galben până la galben-ocru respectiv galben de  ceară. Fundul alveolelor este vizibil mai închis în culoare.
- Piciorul: are o lungime de  4-6 (8) cm și o grosime de 2-3,5 cm, este destul de scurt, solid, în formă de măciucă (cilindric precum lățit la bază), de asemenea cu o singură cavitate, suprafața fiind brumată în sus spre pălărie, iar încrețită și brăzdată spre bază. Culoarea tijei este albicioasă în tinerețe, la bătrânețe adesea cu nuanțe gălbui-ocracee din ce în ce mai evidente.
- Carnea: este albicioasă, ceroasă, și ceva tare, cu gust plăcut precum un miros de ciuperci, chiar slab spermatic.
- Caracteristici microscopice: are spori elipsoidali, netezi, au o mărime de 18-20 x 10-12 microni și sunt colorați galben-ocru.[4][5][6]

Această ciupercă nu-și schimbă culoarea după adăugarea de reactivi chimici.

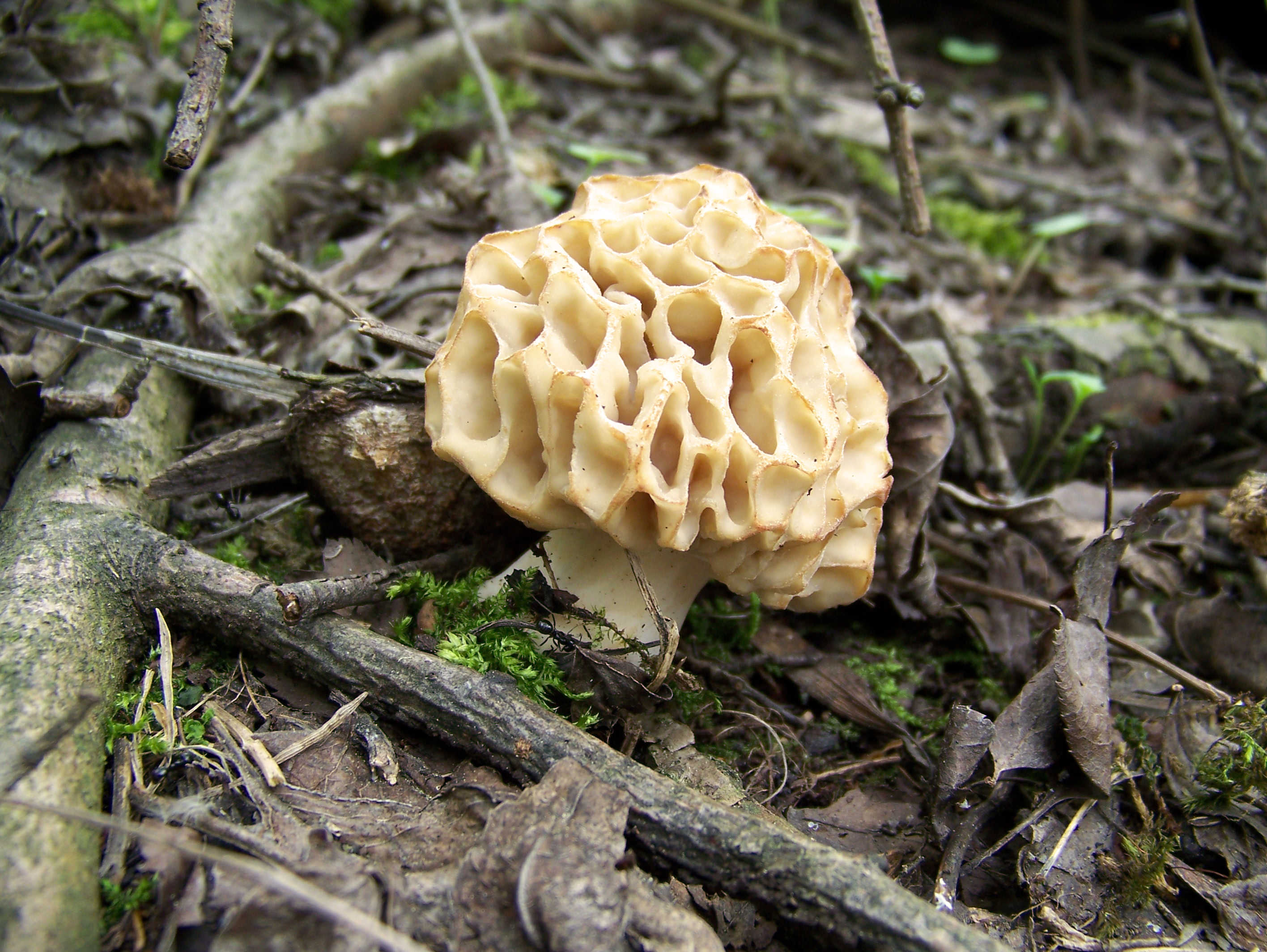
M. rotunda tânără
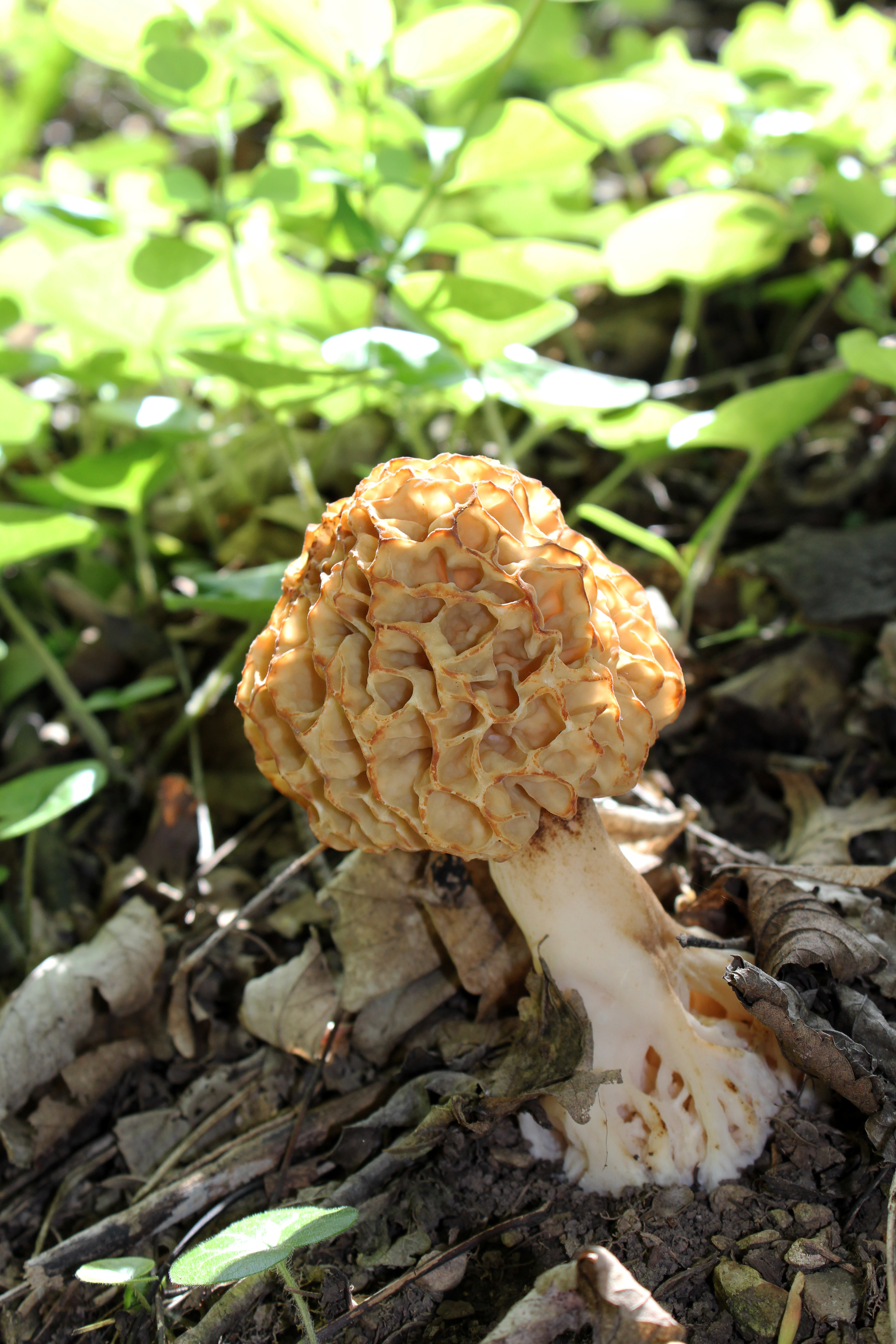
M. rotunda bătrână
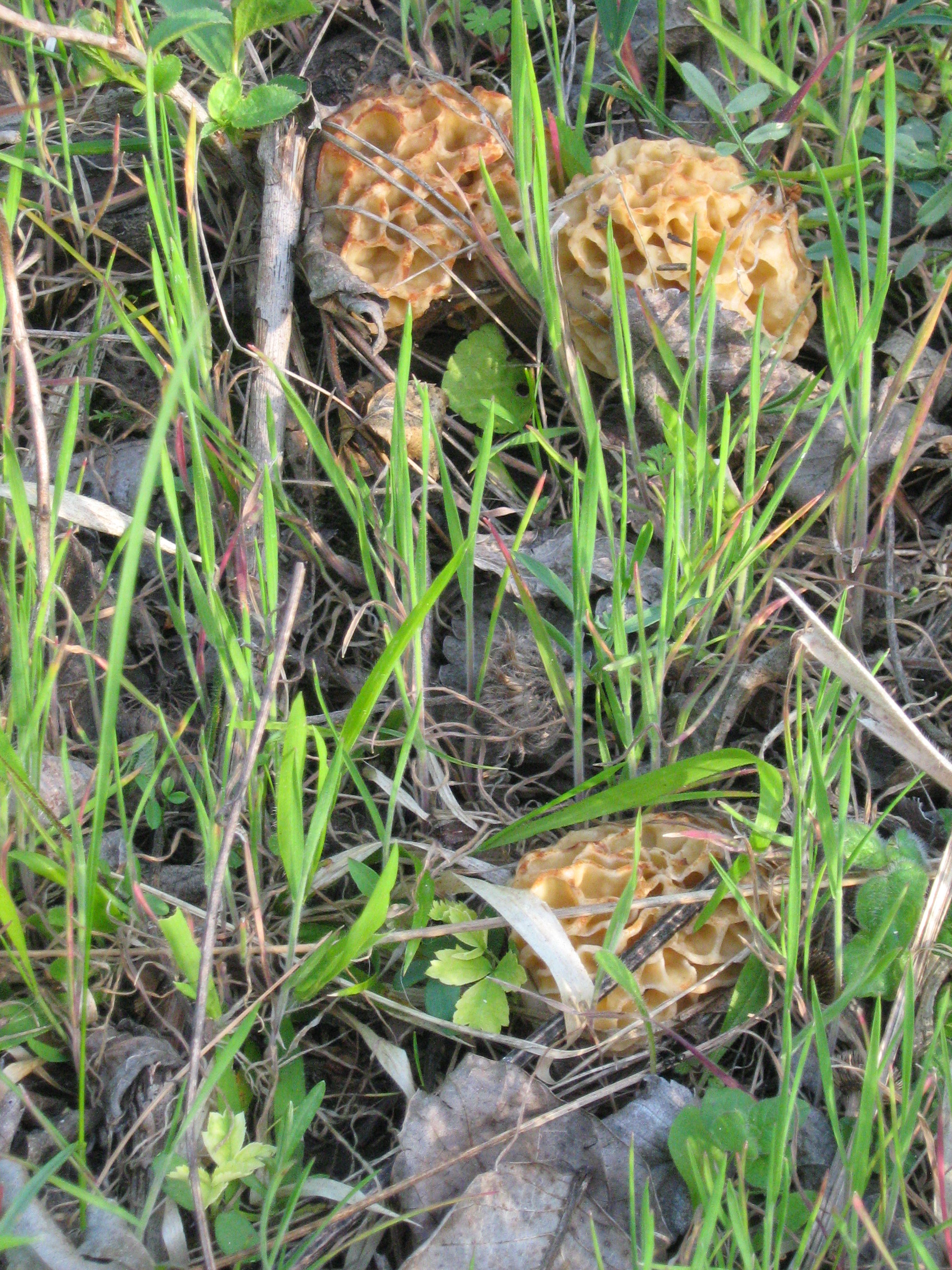
M. rotunda, grup

## Confuzii
Morchella rotunda poate fi confundată cu alte specii de genul Morchella, în primul rând cu surata ei Morchella esculenta în stadiu matur sau de exemplu cu exemplare tinere ale  Morchella crassipes, Morchella deliciosa, Morchella elata, Morchella elatoides Jacquet, Morchella pragensis, Morchella eximia,  Morchella pragensissin. frustrata, Morchella punctipes, Morchella tridentina sin. Morchella frustrata, Morchella spongiola sau Morchella steppicola Morchella vulgaris precum cu Verpa bohemica.
Pentru un începător, confundarea cu buretele posibil mortal Gyromitra esculenta (zbârciogul gras), cu totul că speciile se deosebesc destul de clar, ar putea să se dezvolte fatal.

## Ciuperci asemănătoare

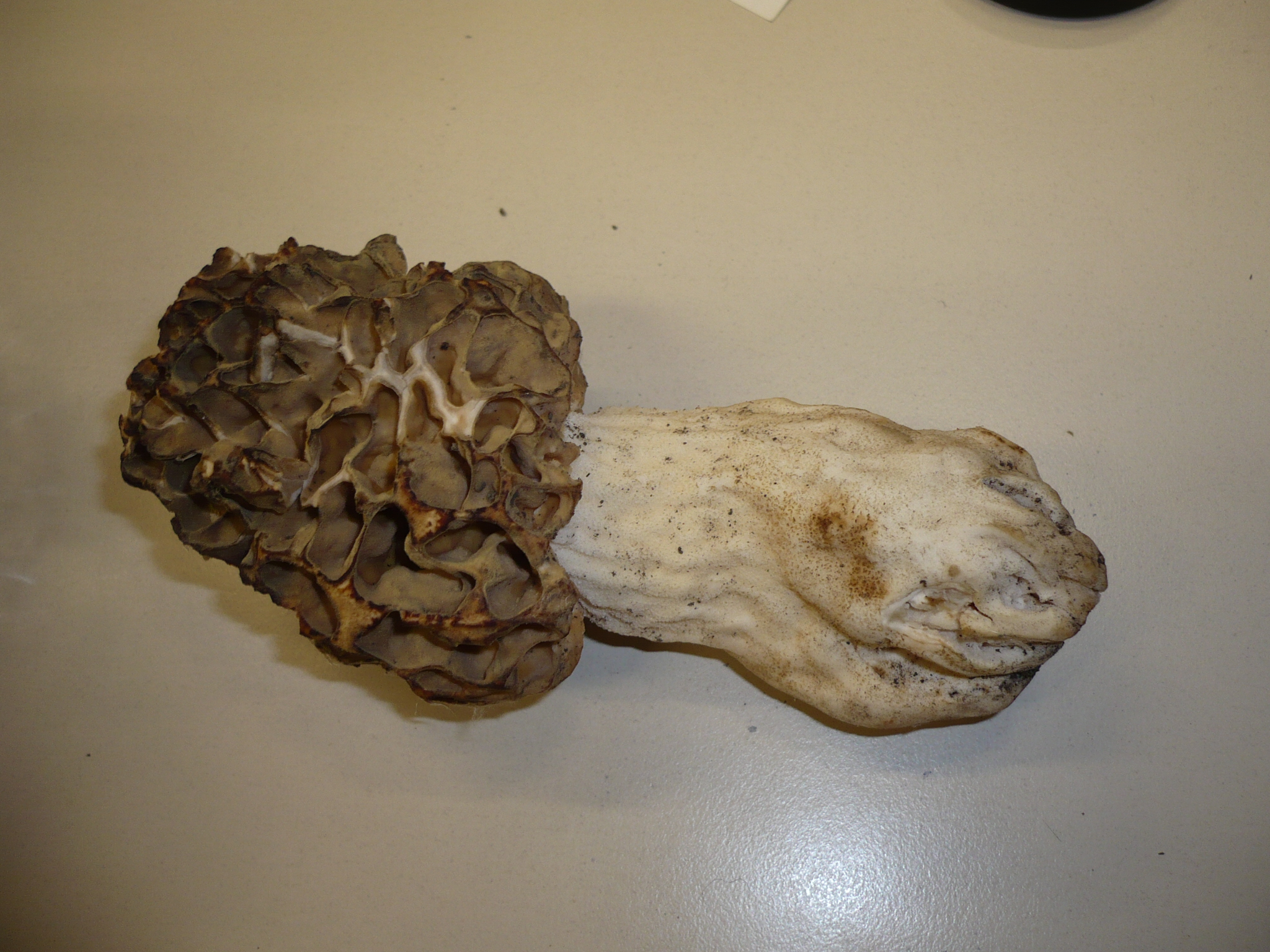
Morchella crassipes
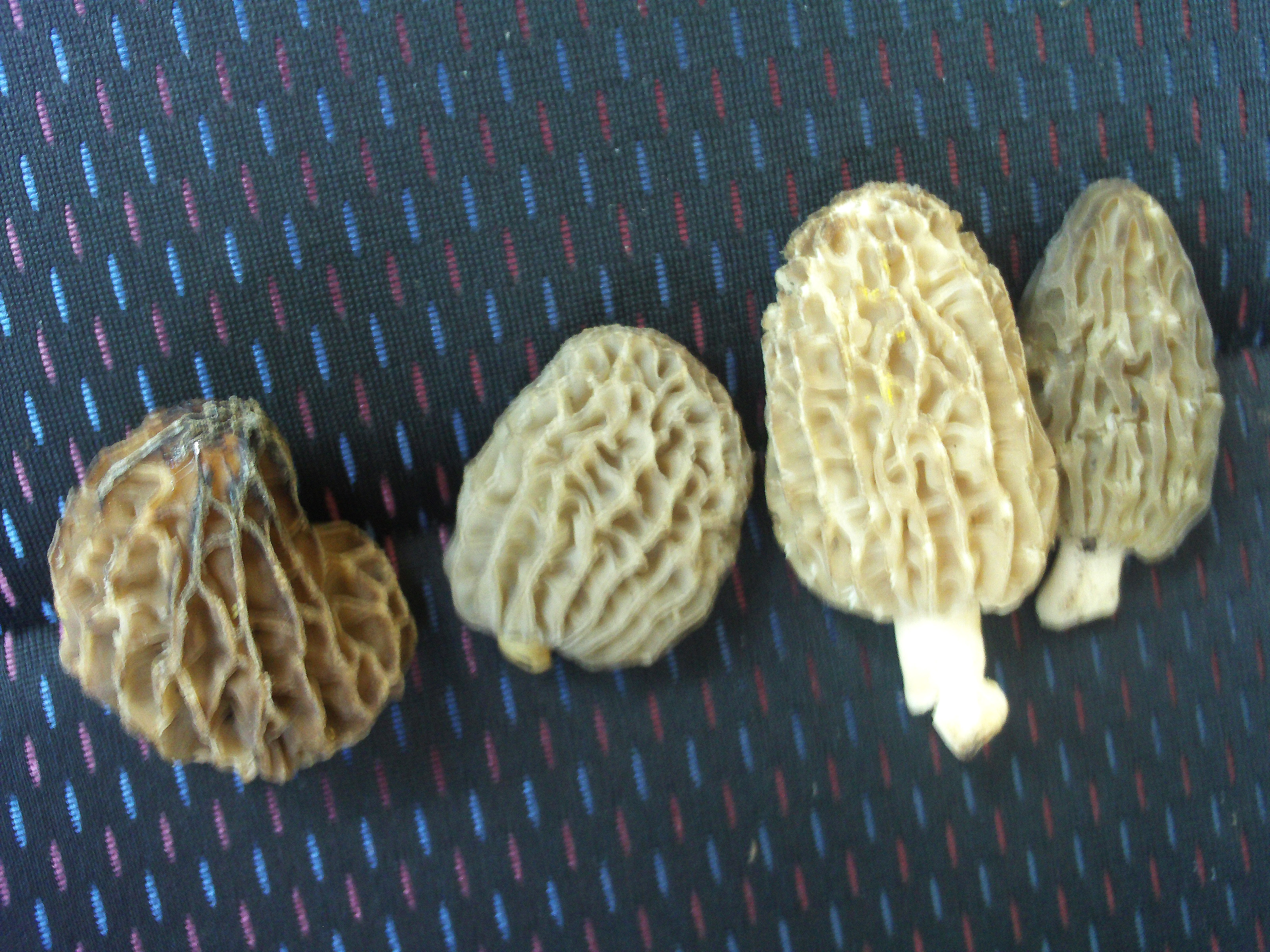
Morchella deliciosa
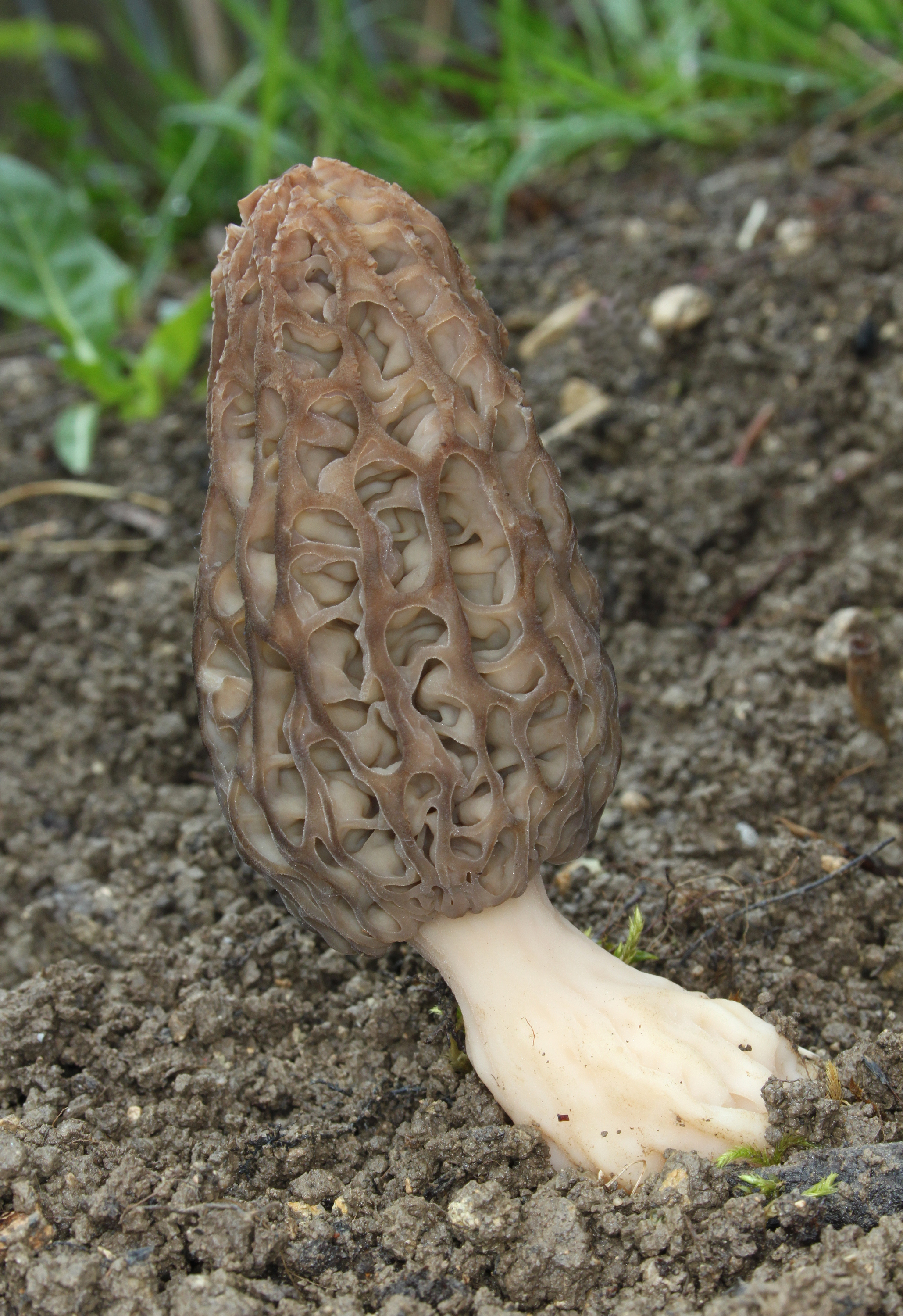
Morchella elata
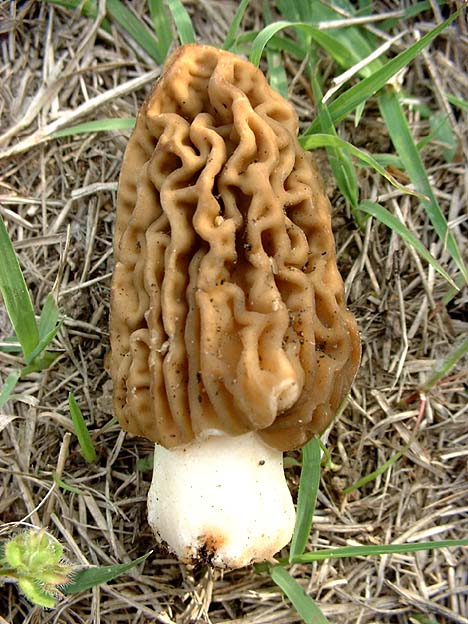
Morchella elatoides

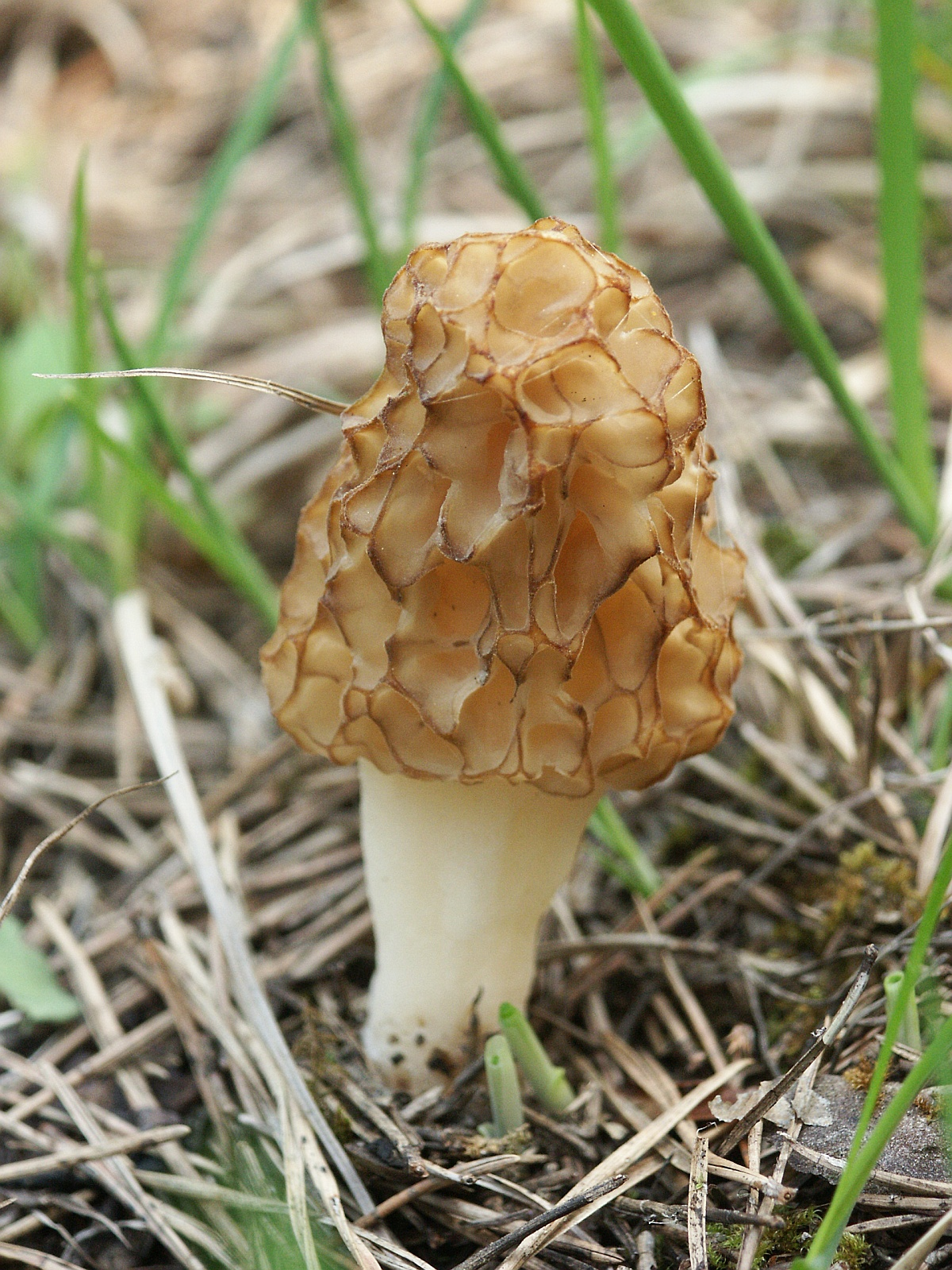
Morchella esculenta
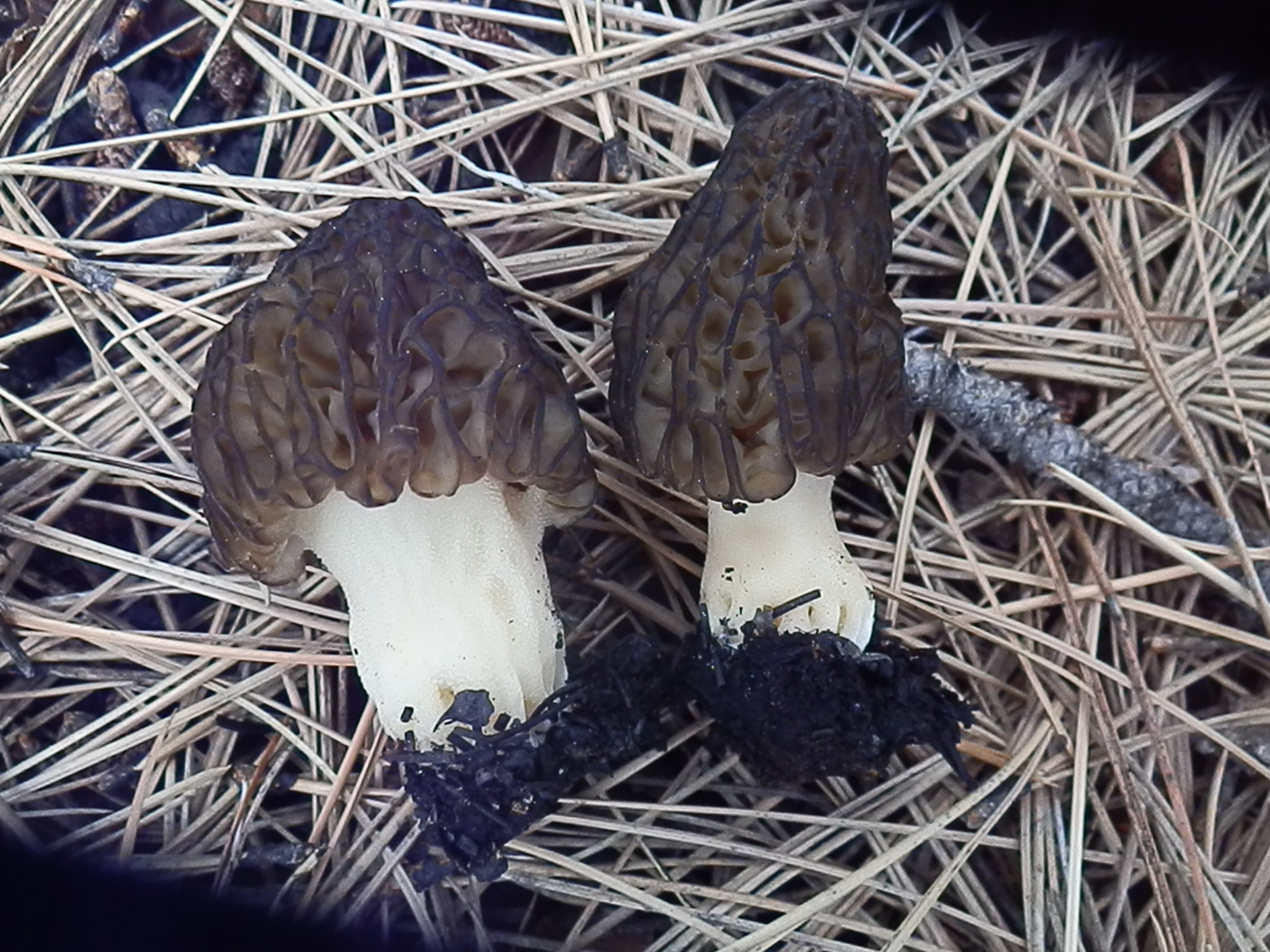
Morchella eximia
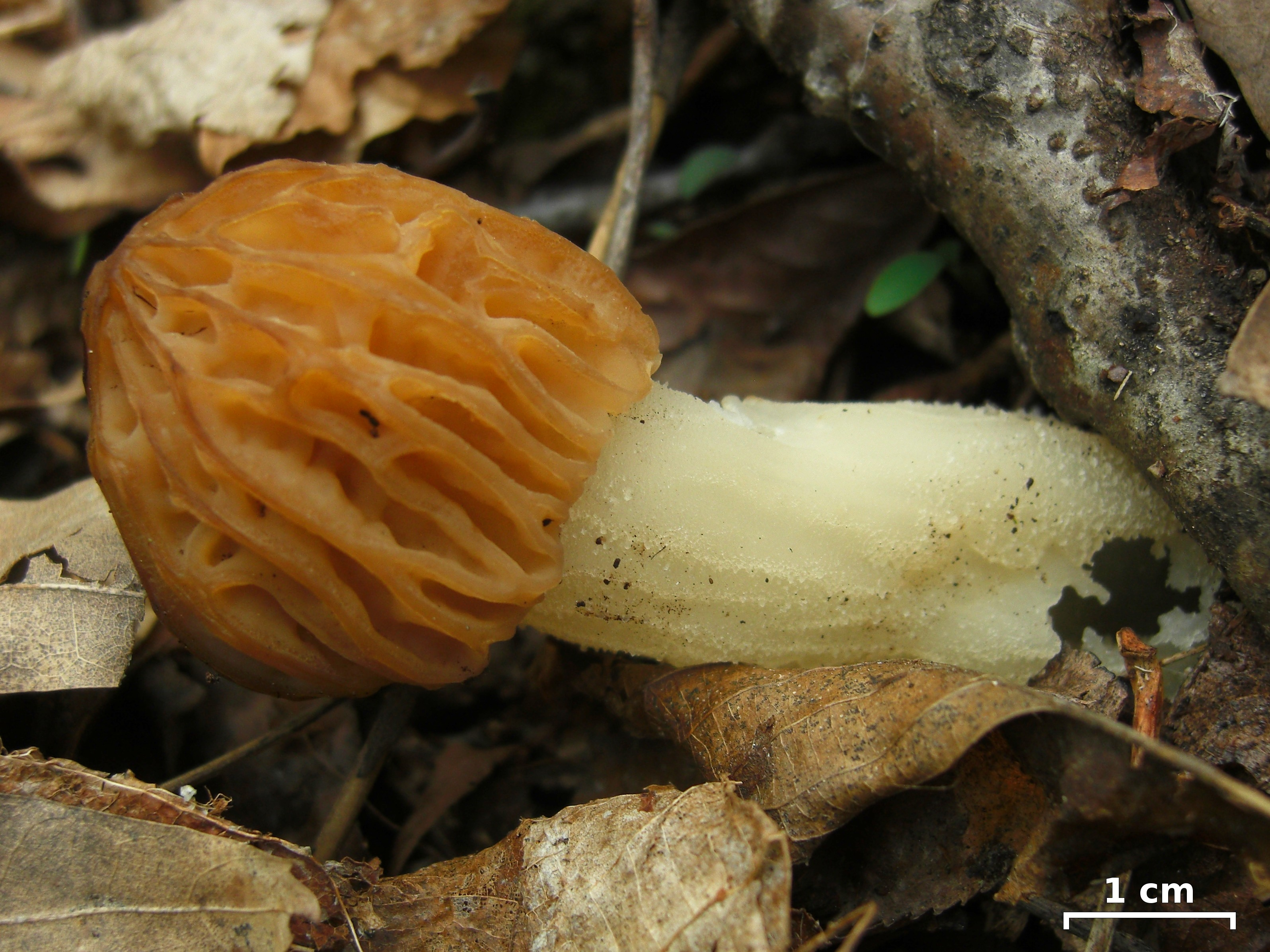
Morchella punctipes
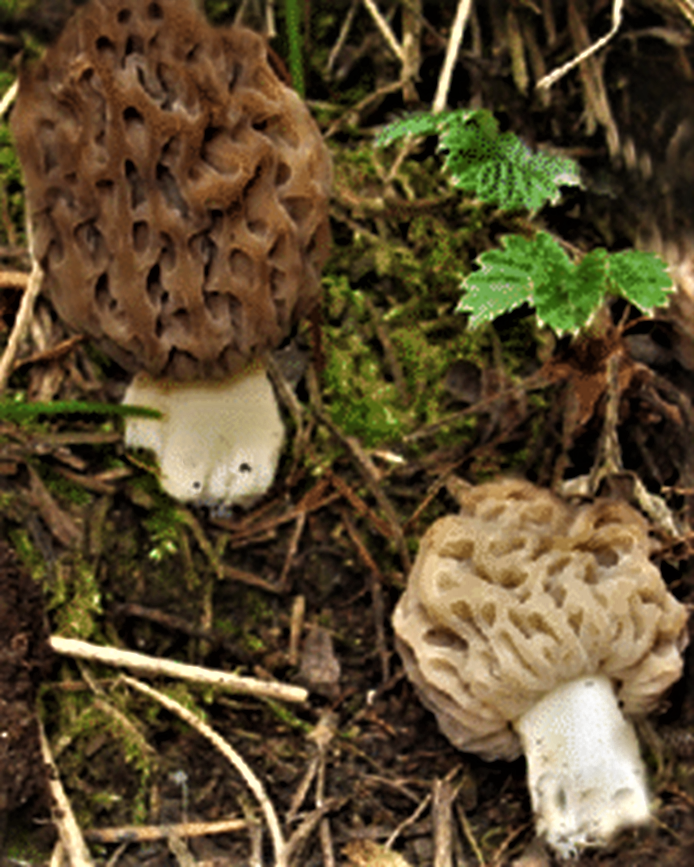
Morchella spongiola

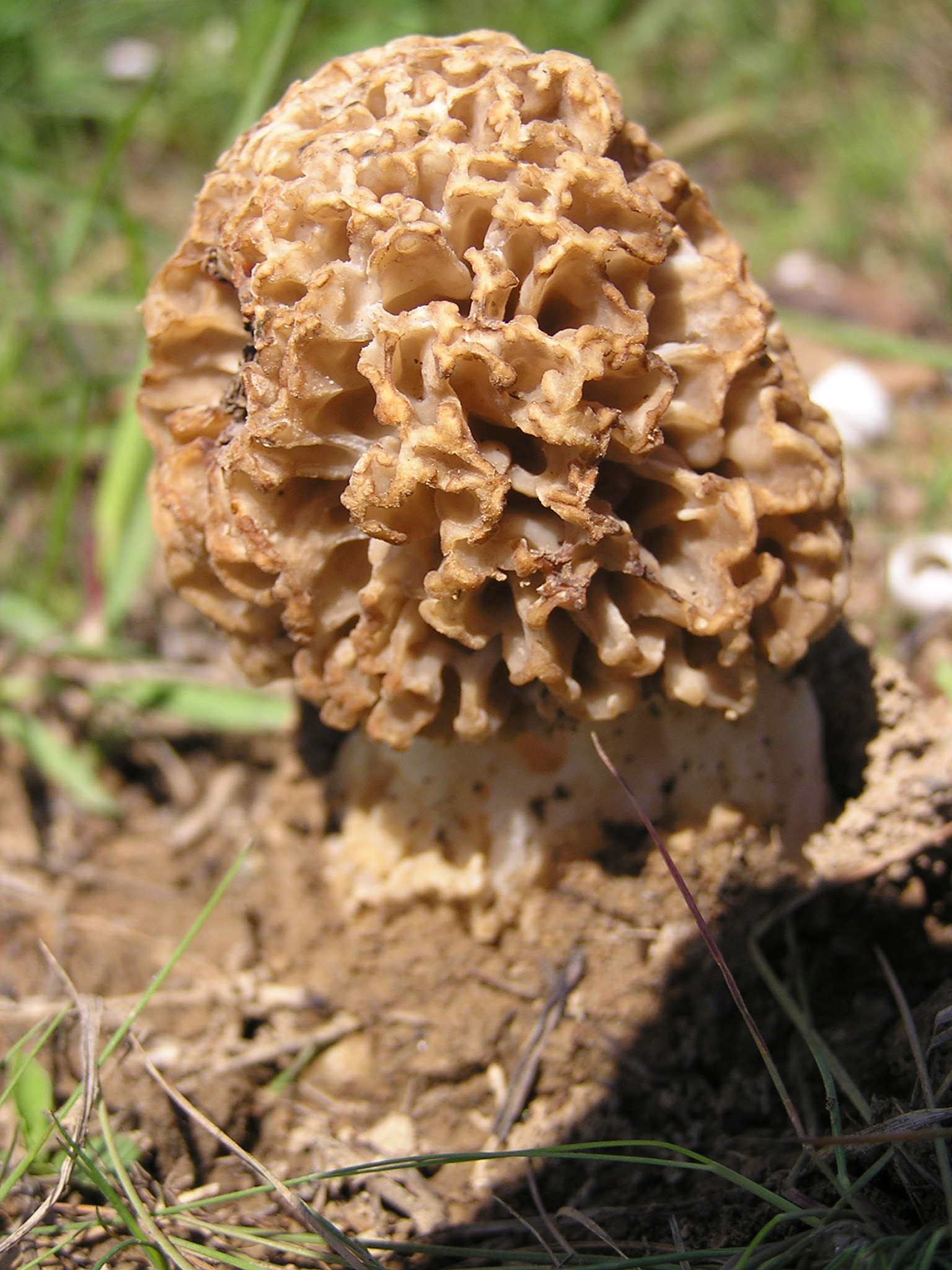
Morchella steppicola
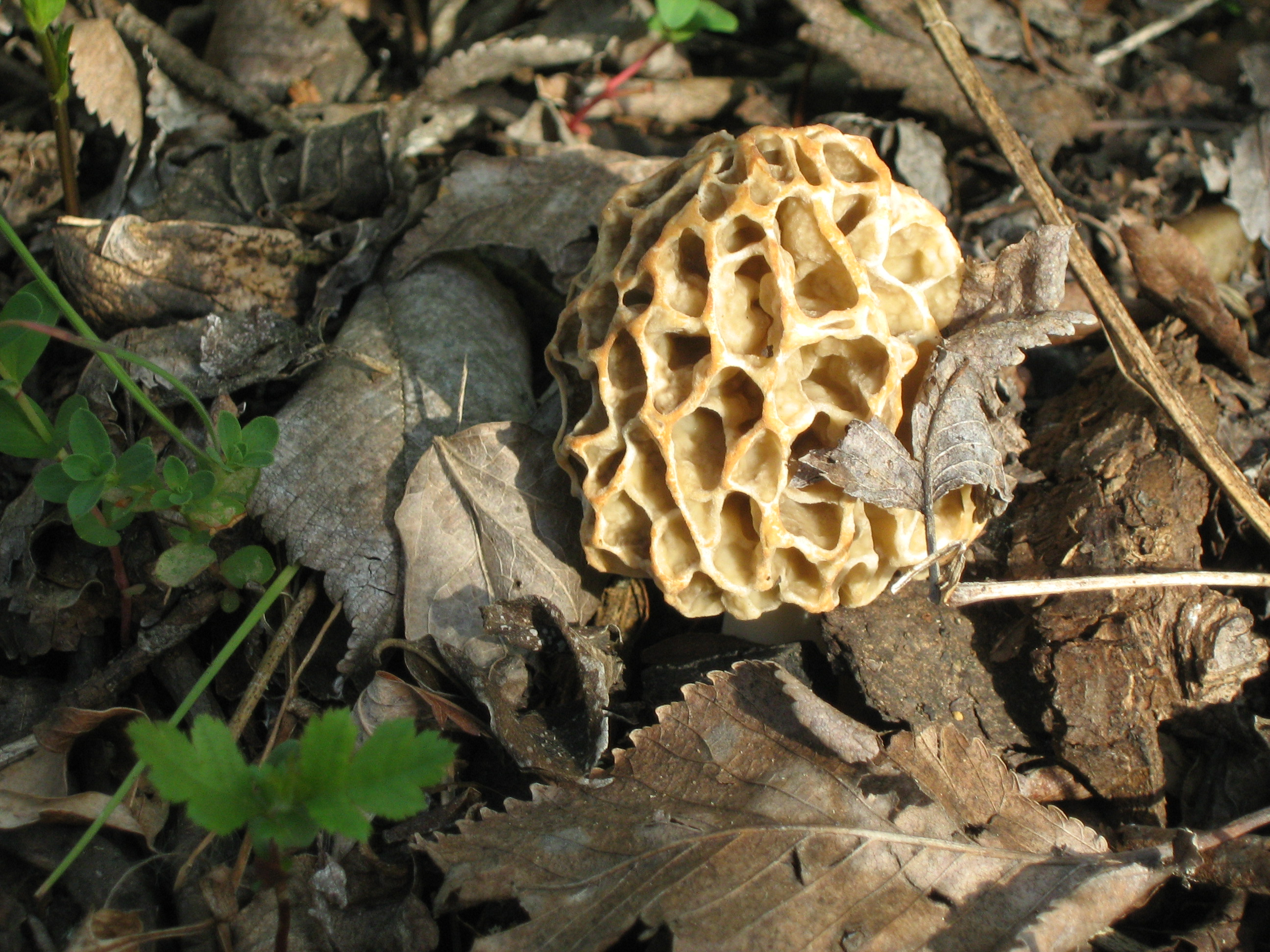
Morchella vulgaris
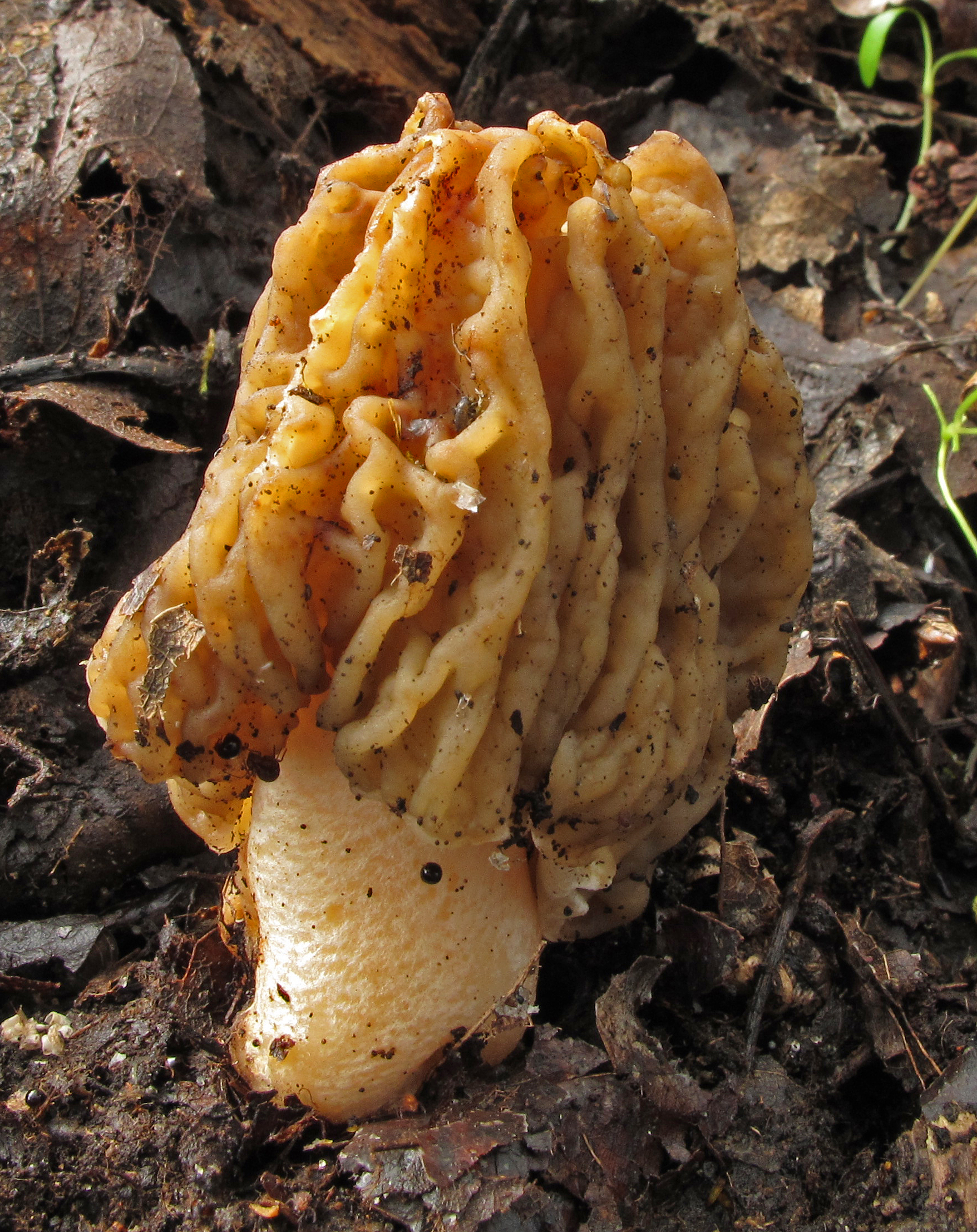
Verpa bohemica
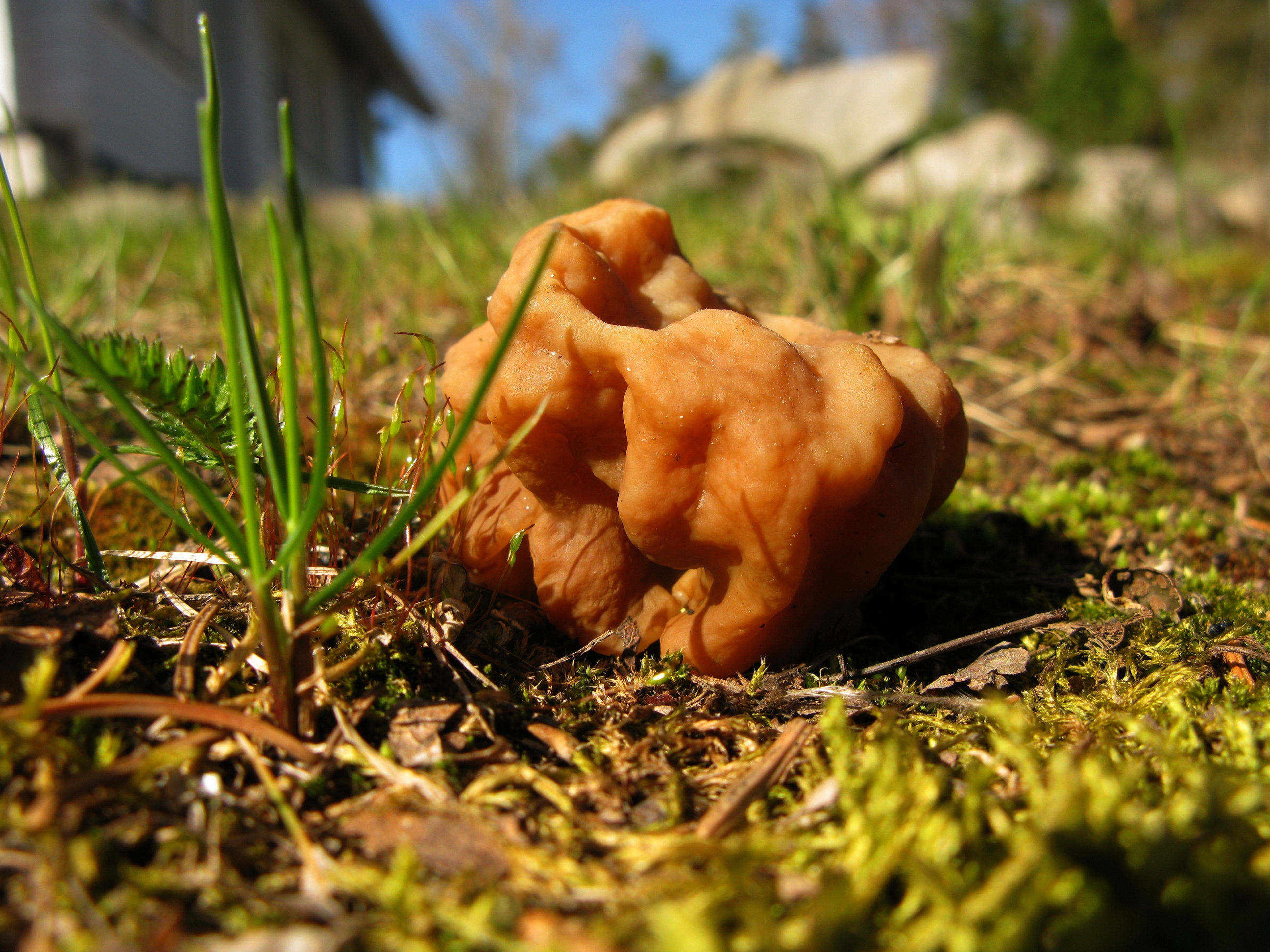
!!!Gyromitra esculenta!!!

## Valorificare

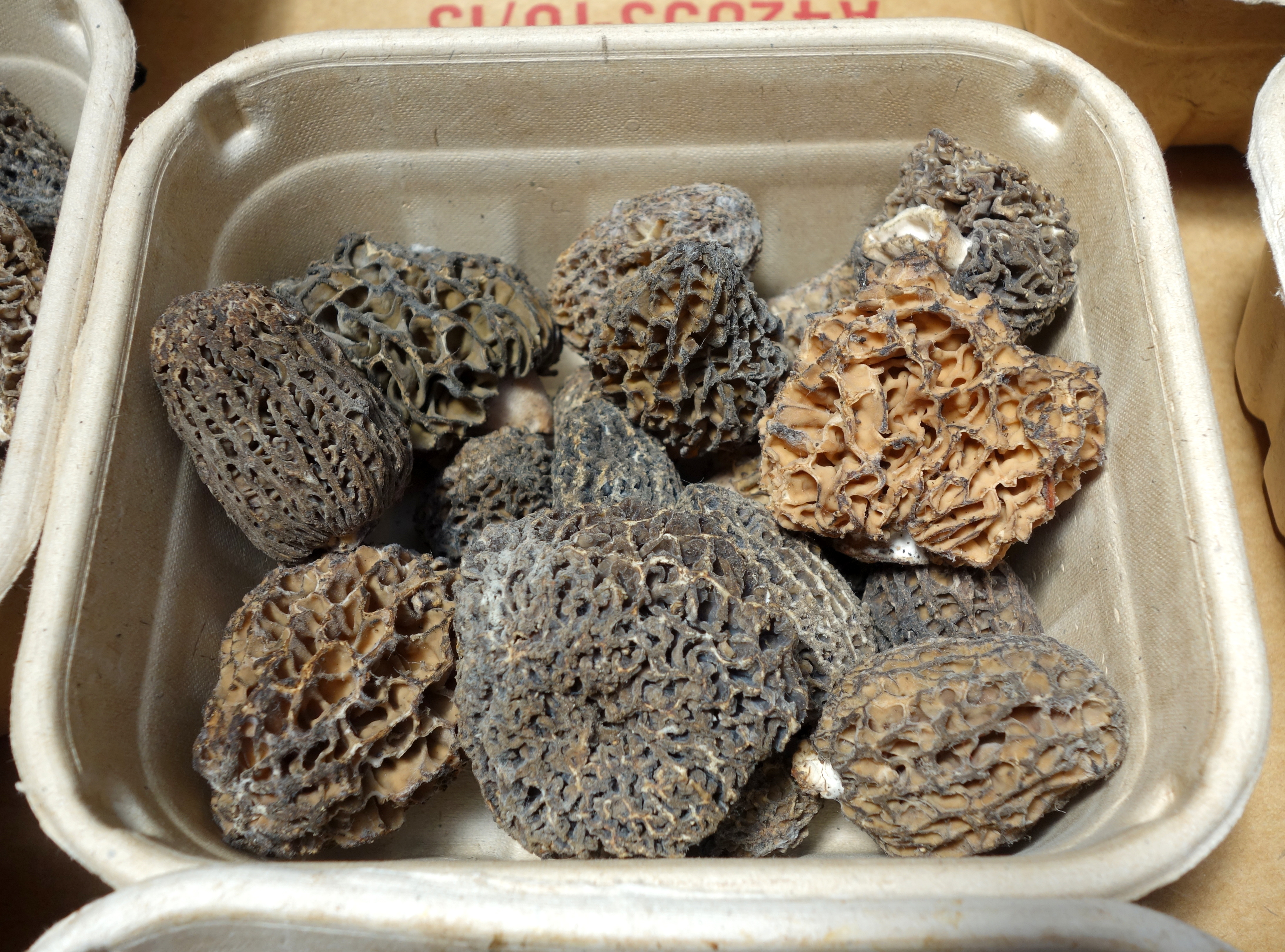
Zbârciogi uscați

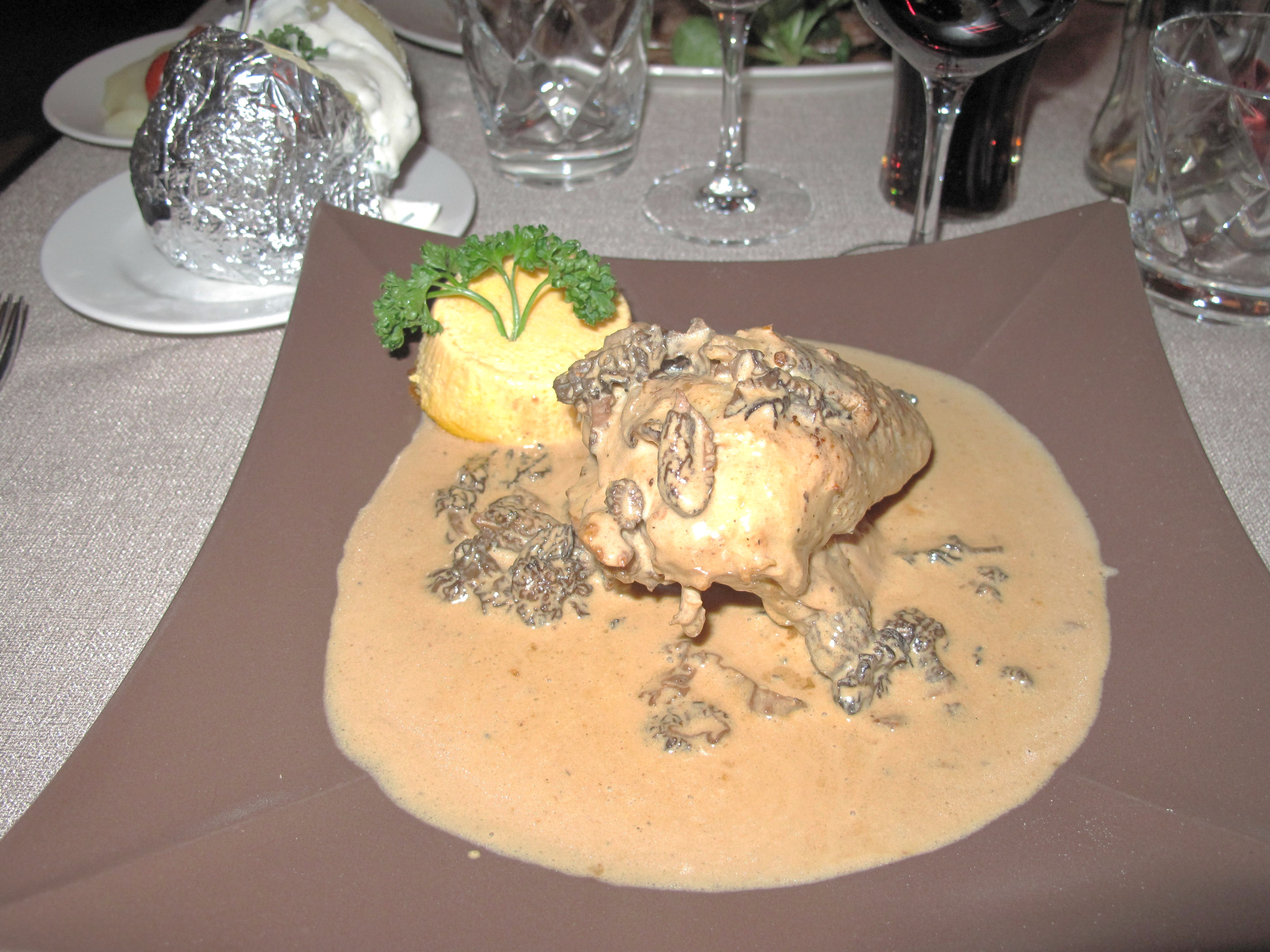
Pui cu zbârciogi

Mai întâi trebuie menționat că zbârciogul rotund nu poate fi mâncat crud pentru că conține puțină hidrazină care se dizolvă în timpul fierberii. De asemenea, consumat în porții mari, poate crea reacții neplăcute la persoane sensibile, pentru că buretele este cam greu de digerat.
Morchella rotunda este de calitate gastronomică foarte bună. Ea poate fi pregătită ca ciulama,, alături de legume, dar nu împreună cu alte ciuperci (din cauza gustului și mirosului specific) sau ca sos, servit cu carne albă (pui, curcan, porumbel, vițel). Se și potrivește la o mâncare de creier (porc, vițel), cu raci, scoici, melci sau ca foietaj cu șuncă sau într-o plăcintă (de exemplu „pe modul reginei” , cu carne de vițel sau pui). Exemplare mai mari pot fi prăjite ca un șnițel sau umplute cu carne, după ce au fost blanșate.
Uscați  și preparați după înmuiat, bureții dezvoltă un gust și miros mai intensiv (folosiți și apa de înmuiat filtrată printr-o sită). Este recomandat, de nu a folosi piciorul, pentru că acesta devine după înmuiere gomos.

## Bibiliografie
- Marcel Bon: „Pareys Buch der Pilze”, Editura Kosmos, Halberstadt 2012, p. 326-327, ISBN 978-3-440-13447-4
- Giacomo Bresadola: „Iconographia Mycologica, vol. XXIV, Editura Società Botanica Italiana, Milano 1932, p./tab. 1153
- Bruno Cetto, volumele 1-3, 5 (vezi la note).
- J. E. și M. Lange: „BLV Bestimmungsbuch - Pilze”, Editura BLV Verlagsgesellschaft, München, Berna Viena 1977, ISBN 3-405-11568-2
- Jean-Louis Lamaison & Jean-Marie Polese: „Der große Pilzatlas“, Editura Tandem Verlag GmbH, Potsdam 2012, ISBN 978-3-8427-0483-1
- Hans E. Laux: „Der große Pilzführer, Editura Kosmos, Halberstadt 2001, ISBN 978-3-440-14530-2
- Meinhard Michael Moser: „Kleine Kryptogamenflora der Pilze - Partea a.: „Höhere Phycomyceten und Ascomyceten”, Editura G. Fischer, Jena 1950